# 生命之旅 (桌上遊戲)

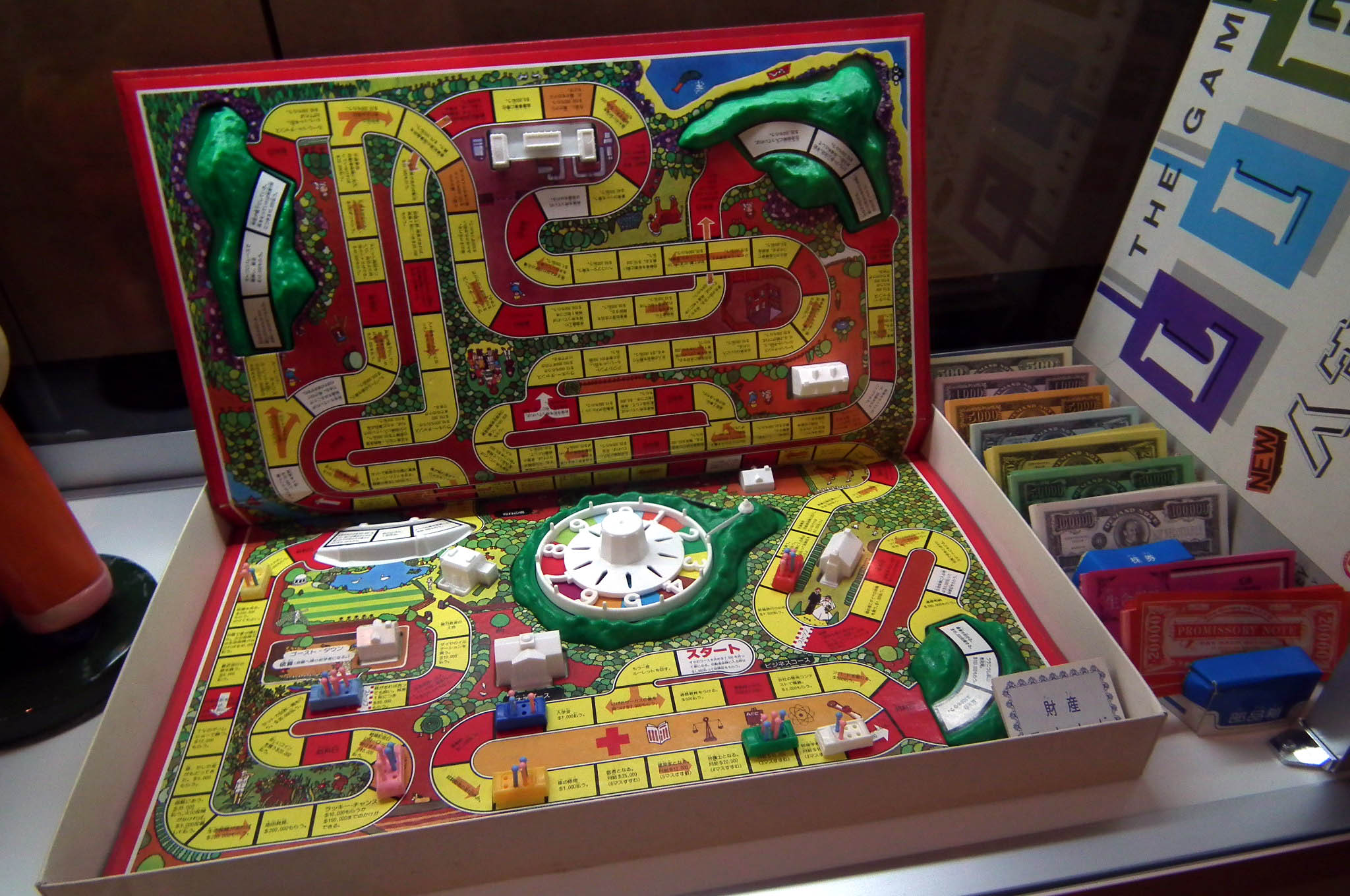
生命之旅

生命之旅是一款圖版遊戲，該遊戲最早出現於1860年。该游戏的玩家要模拟一个人的一生，即一個人从年輕時到老年的人生曆程，這當中還要涉及上大学、工作、结婚，生子等過程。一局游戏最多可容纳6名玩家。 